# 中本ムツ子
中本 ムツ子（なかもと ムツこ、1928年〈昭和3年〉1月30日 - 2011年〈平成23年〉4月28日）は、日本のアイヌ文化伝承者。アイヌの人々と交流を通じて、千歳アイヌ文化伝承保存会の設立、アイヌ語学習用の書籍の出版、アイヌ文学のCD化、アイヌ教室の開催などで、北海道内外でのアイヌ文化の伝承や啓発に努め、特に言葉の伝承に尽力した。北海道千歳村（後の千歳市）蘭越出身。

## 経歴

### 少女期 - 結婚、死別
アイヌの子として、差別と貧困のなかに育った。幼少時より体が弱く、自身曰く「劣等感の塊のような子」だった。学校では男生徒からの虐めの的となった。「アイヌのくせに生意気だ」と、父親から入学祝いに贈られた大切な帽子を捨てられたこともあった。アイヌとして生まれ育ったことを嫌い、アイヌ語を覚えようとしたこともなかった。
25歳で職場の同僚と結婚したが、その5年後に夫が交通事故で死亡した。結婚後は郷里を離れていたが、夫と死別後に帰郷、大自然が切り拓かれて道路や建物が建築されていることに、故郷を失うような思いであった。その後は保険の外交員やスナックなどで必死に働き、子供を育てた。

### アイヌ文化の伝承活動
50歳を過ぎてからは、嫌いだったアイヌ文化が妙に恋しくなり、アイヌ民族の古老たちとの付き合いが始まった。アイヌの人々と交流を深める中で、アイヌ文化に誇りを持つようになり、次第にアイヌ民族の教えに心酔するようになった。
1978年（昭和53年）より、アイヌ文化伝承者である白沢ナベに師事した。1980年代の頃、自身の経営するドライブインに、アイヌの古老たちを招き、歌や踊りを楽しむ集まりを始め、これが後年のアイヌ文化伝承活動の母体となった。1989年（平成元年）に千歳アイヌ文化伝承保存会を発足、道内外でアイヌ文化を広める活動を始めた。
1995年（平成7年）、アイヌ語研究者である中川裕の著書『アイヌ語千歳方言辞典』の発行に携わった。中川裕は自身や、自身の学生やサークルのメンバーが、中本の指導で千歳の自然に関して直接的に学ぶ機会が多かったから、中本を「この辞典の成立には欠かせなかった方」と評した。
1999年（平成11年）には、アイヌ語を学習するための絵本『アイヌの知恵 ウパㇱクマ』の刊行に携わったほか、2003年（平成15年）にはアイヌ民族の口承文学を記録した知里幸恵の著書『アイヌ神謡集』のCD制作を手掛けるなど、幅広い活動に取り組んだ。

### 晩年
2004年（平成16年）、20数年にわたるアイヌ文化の伝承への尽力が評価され、第38回吉川英治文化賞を受賞した。「私ではなく、アイヌ文化全体が認められた」と控えめに喜びを話した。その後も、近隣市町村の小中学校等に積極的に出向き、アイヌ文化の伝承、普及・啓発に尽力した。自宅であるドライブインでは、来客相手に顔を輝かせ、何でも嬉しそうに話した。2000年代には病気が続いたが、その明るさは変わることはなかった。
2000年代には幼少時に祖母らから聞いた昔話をヒントに、自作の物語の構想を練っていたが、この頃よりリウマチで字を書くのもままならない状態となった。アイヌ語教室の生徒たちは窮状を救うべく、2008年夏に編集委員会を設立、中本が録音テープに吹き込んだ物語を文章化するなどで助力し、アイヌ文学の特徴が盛り込まれた作品『カンナフチ ヤイェイソイタク』が発行された。
その後も2011年（平成23年）4月上旬まで精力的に活動を続け、アイヌ語教室も開いていたが、風邪をこじらせて札幌市内の病院に入院。同2011年4月28日に同病院で、心筋梗塞により満83歳で死去した。アイヌ協会千歳支部の支部長である中村吉雄は「頼まれれば絶対に嫌な顔ひとつしないで、文化伝承に走り回っていた。会員の面倒見も良く、見習うことが多かった」と、中本との別れを惜しんだ。
千歳アイヌ文化伝承保存会は、中心的な存在だった中本を喪うことで活動が途絶えていたが、会員たちが遺志を引き継ぎ、同2011年8月頃に教室を再開。アイヌ文化の発表の活動を続行している。

## 受賞歴
- 1992年（平成4年） - 千歳市民文化奨励賞[10]
- 2003年（平成15年） - 北海道ウタリ協会功労賞[10]
- 2004年（平成16年） - 吉川英治文化賞、アイヌ文化賞[10]

## 著作
- エクスプレスアイヌ語（白水社、1997年5月）中川裕との共著
- CDエクスプレス アイヌ語 (白水社、2004年1月）中川裕との共著 ※CD1枚付
- カムイユカㇻでアイヌ語を学ぶ（白水社、2007年5月）中川裕との共著 ※CD1枚付
  - カムイユカㇻを聞いてアイヌ語を学ぶ（白水社、2014年10月） ※上記の改題新装版、CD1枚付
- カンナフチ ヤイェイソイタク 中本ムツ子のウエペケレ（クルーズ、2010年4月）中川裕監修

## CD
- 「アイヌ神謡集」をうたう（片山言語文化研究所発行、草風館発売、2003年） ※CD3枚組